# Campionati europei di pattinaggio di velocità 1892
I Campionati europei di pattinaggio di velocità 1892 sono stati la 2ª edizione della manifestazione. Si sono svolti il 25 gennaio 1892 a Vienna, in Austria.

## Podi

### Uomini
| Evento              | Oro             | Punti      | Argento        | Punti      | Bronzo        | Punti      |
| Allround (dettagli) | Franz Schilling | 2 vittorie | Hermann Galler | 1 vittoria | Heinrich Kern | 0 vittorie |